# Linda Creed
Linda Diane Creed, coniugata Epstein (Filadelfia, 6 dicembre 1948 – Ambler, 10 aprile 1986), è stata una paroliera, cantante, compositrice e produttrice discografica statunitense che vanta la maternità di oltre 125 brani soul-R&B degli anni settanta-ottanta, molti dei quali scritti in collaborazione con Thom Bell.
Esponente del genere noto come Philadelphia soul , collaborò tra gli altri con Michael Masser e scrisse brani per diversi artisti quali George Benson, Roberta Flack, Whitney Houston, Michael Jackson, Dusty Springfield, Dionne Warwick e altri. Tra i brani più famosi di cui è coautrice figurano Greatest Love of All (originariamente interpretato da George Benson), In Your Arms (per Diana Ross), The Rubberband Man (per gli Spinners), You Make Me Feel Brand New (per gli Stylistics). È autrice inoltre della sigla del telefilm Simon & Simon. Scomparsa prematuramente a 38 anni nel 1986 a causa di un cancro al seno, figura postuma dal 1992 nella Songwriters Hall of Fame.

## Biografia
Linda Creed nacque a Mount Airy, sobborgo di Filadelfia, il 6 dicembre 1949. Nella propria città natale frequenta la "Germantown High School". Durante quegli anni è cantante in una band, chiamata "Raw Soul". Negli anni sessanta, lascia la Pennsylvania per trasferirsi a New York, dove ottiene un lavoro come segretaria in una ditta di produzioni musicali, la "Mills Company".

Lì comincia a comporre delle canzoni, che non ottengono il successo sperato, tanto che la Creed decide di far ritorno nella città natale. Il tragitto sarà fonte d'ispirazione per il brano I'm Coming Home, scritto successivamente in collaborazione con il concittadino Thom Bell
Inizia a farsi conoscere nel 1971, quando un brano da lei scritto, Free Girl, viene inciso da Dusty Springfield. Nel frattempo, inizia anche la fruttuosa collaborazione con il compositore e suo concittadino Thom Bell. Uno dei brani scritti con Bell, Stop, Look, Listen (To Your Heart), è subito un successo. Seguiranno You Are Everything, Betcha by Golly, Wow e I'm Stone in Love With You e vari brani scritti per gli Spinners, come Ghetto Child, I'm Coming Home,e Living a Little, Laughing a Little.
Nel 1976 si trasferisce con il marito Stephen Epstein (sposato quattro anni prima) e la figlioletta Roni in California, dove collabora ad un progetto musicale con Lonnie Jordan.
Nello stesso anno, a soli 26 anni, le viene diagnosticato un cancro al seno ed è costretta a sottoporsi a mastectomia. Dopo l'operazione, la Creed, nonostante la malattia, si rituffa nel lavoro, non trascurando nemmeno la propria famiglia, a discapito, però, della propria salute.
Nel 1977 compone insieme a Michael Masser uno dei suoi brani più famosi Greatest Love of All, cantato da George Benson per la colonna sonora del film Io sono il più grande. Nel 1980 dopo aver partorito la seconda figlia, Dana, Linda Creed fa ritorno con la sua famiglia a Filadelfia. Nel 1984 compone - sempre insieme a Michael Masser il brano  Hold Me , che viene interpretato in duetto da Teddy Pendergrass (concittadino ed amico della Creed) e da Whitney Houston e che rappresenta il singolo di debutto per la cantante.
Il 10 aprile 1986, a soli 36 anni, Linda Creed perde la sua battaglia contro la malattia, lasciando il marito Stephen Lee Epstein e due figlie e non facendo in tempo, per poche settimane, a godersi il successo del suo brano Greatest Love of All nella versione di Whitney Houston, che avrebbe raggiunto il primo posto delle classifiche. L'anno seguente, i suoi familiari istituiscono in suo onore la "Linda Creed Cancer Foundation".

## Composizioni (Lista parziale)
- Because of You
- Betcha by Golly, Wow
- Children of the Night
- Don't Take Away My Pride
- Free Girl
- Ghetto Child
- Greatest Love of All (1977, cantata da George Benson e in seguito da Whitney Houston)
- I'm Coming Home
- I'm Stone in Love with You
- In Your Arms (interpretato da Diana Ross nel 1982; brano poi riadattato con il titolo di Hold Me nell'interpretazione di Whitney Houston e Teddy Pendergrass del 1984)
- Let's Find Those Two People Again
- Living a Little, Loughing a Little
- Love Is Feeling
- Lucky Ones
- Mesmerized
- Midnight Hour
- Pieces
- Rock'n Roll Baby
- The Rubberband Man (cantata dagli Spinners)
- Stop, Look, Listen (To Your Heart)
- Ultimate Lover
- You And Me
- You Are My Everything
- You Make Me Feel Brand New (1974, cantata dagli Stylistics e di cui è stata fatta una cover dai Simply Red)
- You're as Right as Rain